# Olimpiodoro il Giovane
Olimpiodoro il Giovane (in greco antico: Ὀλυμπιόδωρος?, Olympiódōros; Alessandria d'Egitto, 480 circa – dopo il 565) è stato un filosofo greco antico.

## Biografia
Olimpiodoro fu discepolo di Ammonio di Ermia ad Alessandria e gli succedette come caposcuola quando il maestro, all'incirca nel 520, morì; era ancora impegnato a tenere corsi e scrivere nel 565, perché nel suo commento ai Meteorologica di Aristotele accenna ad una cometa che apparve in quell'anno. Del resto, dell'attività astronomico-astrologica di Olimpiodoro farebbe fede anche un suo commento agli Elementa apotelesmatica all'astrologo del tardo IV secolo Paolo di Alessandria.
Olimpiodoro fu in grado di sopravvivere alla persecuzione subita da molti suoi contemporanei, tra i quali Ierocle, forse perché la scuola di Alessandria era meno coinvolta nella politica e forse anche perché era più filosofica e meno religiosa dell'Accademia di Atene; fu, comunque, appassionato studioso di Proclo, illustre esponente del V secolo proprio della scuola ateniese.

## Opere
Olimpiodoro è uno dei maggiori commentatori platonici e aristotelici. Per lui, la filosofia è una sorta di nave che governa il sapere, distinta dalle altre scienze per la sua "anima" e perché ha lo scopo di rendere gli uomini miglioriː come altri neoplatonici, egli si prefigge di armonizzare Platone e Aristotele e dimostrare che la loro visione del dio sia applicabile anche al cristianesimo e a tal fine compose i suoi commenti.

### Commentari platonici
Per quanto riguarda Platone, ne scrisse una Vita (Βίος Πλάτωνος) e commentò l'Alcibiade primo (Σχόλια εἰς τὸν Πλάτωνος Ἀλκιβιάδην), il Gorgia (Σχόλια σὺν θεῷ εἰς τὸν Γοργίαν), il Fedone (Σχόλια εἰς τὸν Πλάτωνος Φαίδωνα). Di un commento al Sofista fa menzione lui stesso.

### Commentari aristotelici
Della sua attività di commentatore aristotelico, certamente più importante, restano una Introduzione (Prolegomena) alla logica di Aristotele (Εἰς τὰ προλεγόμενα τῆς Λογικῆς), un commento al libro I della Meteorologia (Εἰς τὸ πρῶτον τῶν Μετεωρολογικῶν Ἀριστοτέλους σχόλια), alle Categorie (Σχόλια εἰς τὰς Ἀριστοτέλους Κατηγορίας), al De interpretatione (Σχόλια εἰς τὸ Ἀριστοτέλους Περὶ Ἑρμηνείας). Perduti i commentari al De generatione et corruptione e al De anima (citati da fonti arabe).

### Opere spurie
Spurie sono tre opere che ci sono pervenute con il suo nome. In primo luogo, un commentario al trattato Sull'azione dell'autore alchemico Zosimo di Panopoli (Εἰς τὸ κατ' ἐνέργειαν Ζωσίμου, ὅσα ἀπὸ Ἑρμοῦ καὶ τῶν φιλοσόφων ἦσαν εἰρημένα) e, sempre nello stesso campo, Sull'arte sacra della pietra filosofale (Περί τῆς ἱερᾶς τέχνης τῆς φιλοσοφικῆς λίθου), oltre al già citato commento agli Apotelesmata di Paolo di Alessandria.
Infine, in campo platonico, parti di un commento al Filebo, ritenuto oggi opera di Damascio.